# Oiran

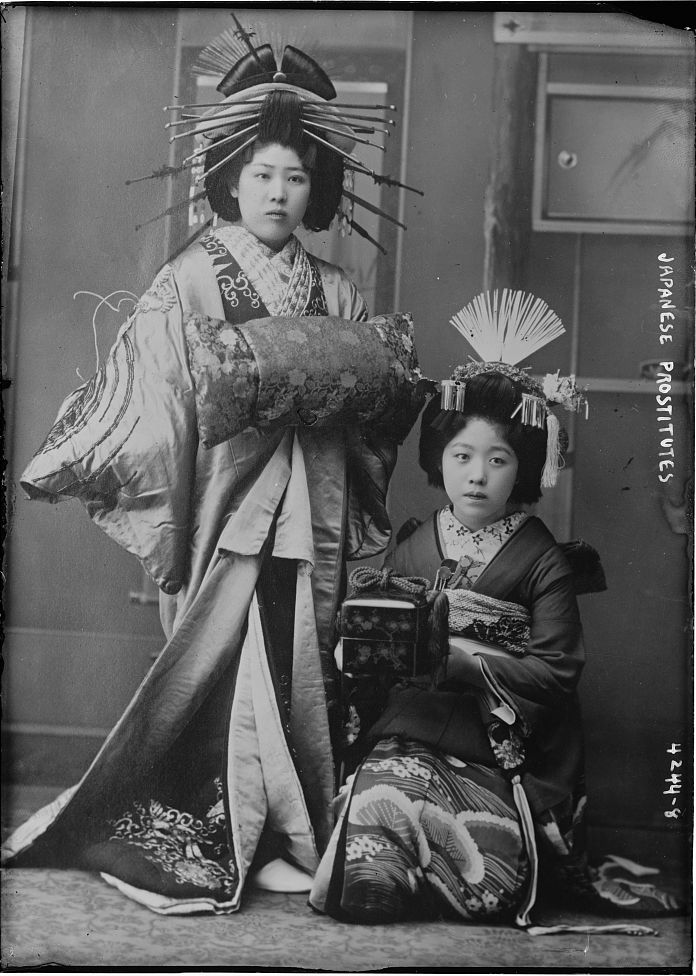
Picture of oiran in 1917

Az oiranok történelmileg magas rangú kurtizánok voltak Japánban. Prostituáltak, akiket az „élvezet asszonyainak” neveztek és tekintettek. Ennek ellenére a hagyományos művészetekben magasan képzettek voltak, és nagyobb beleszólásuk volt abba, hogy ki lehet a vendégük, és ki nem. 

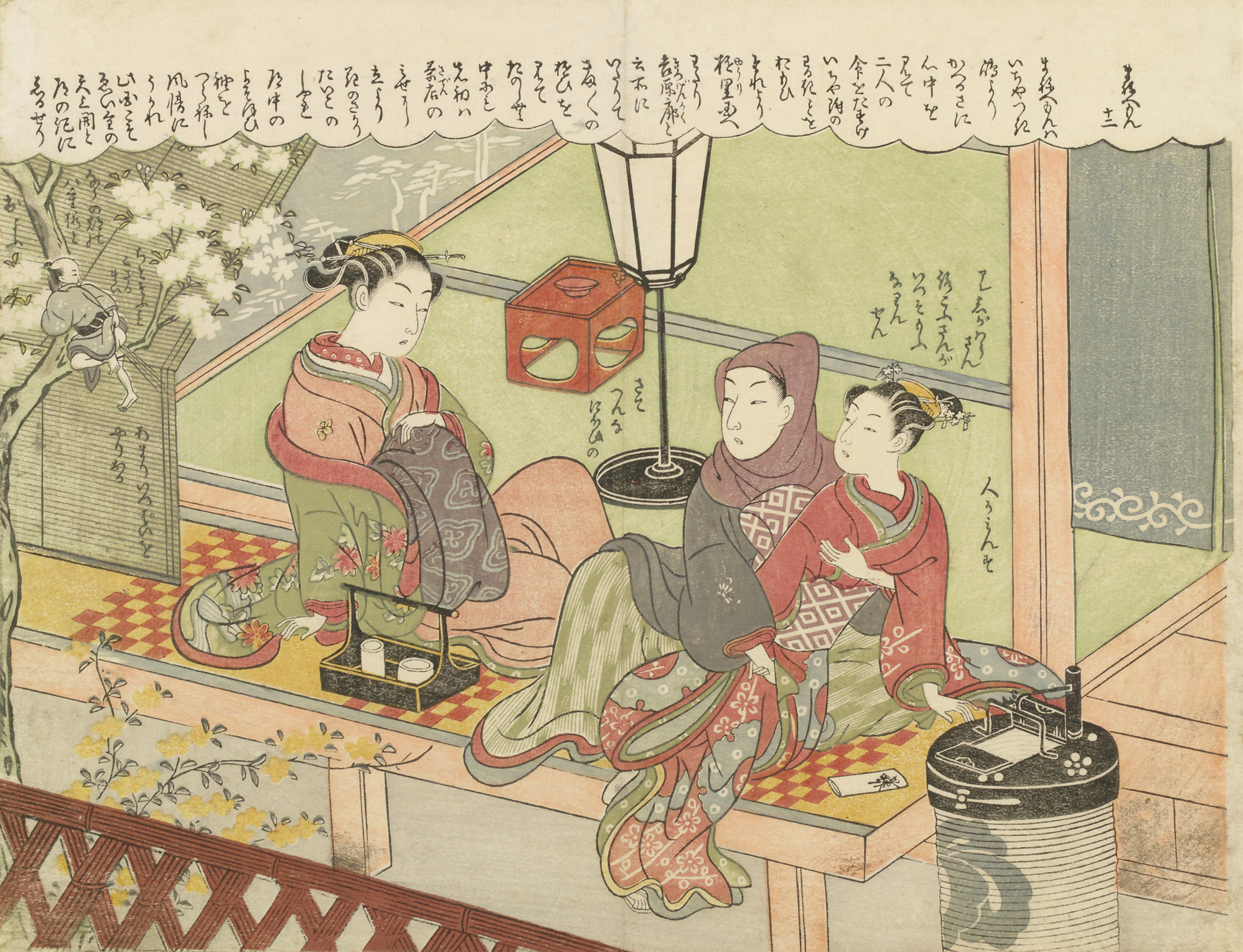
An oiran sitting with a client and an apprentice, ukiyo-e print by Suzuki Harunobu (1765)

## Városrészük, kerületük[1]

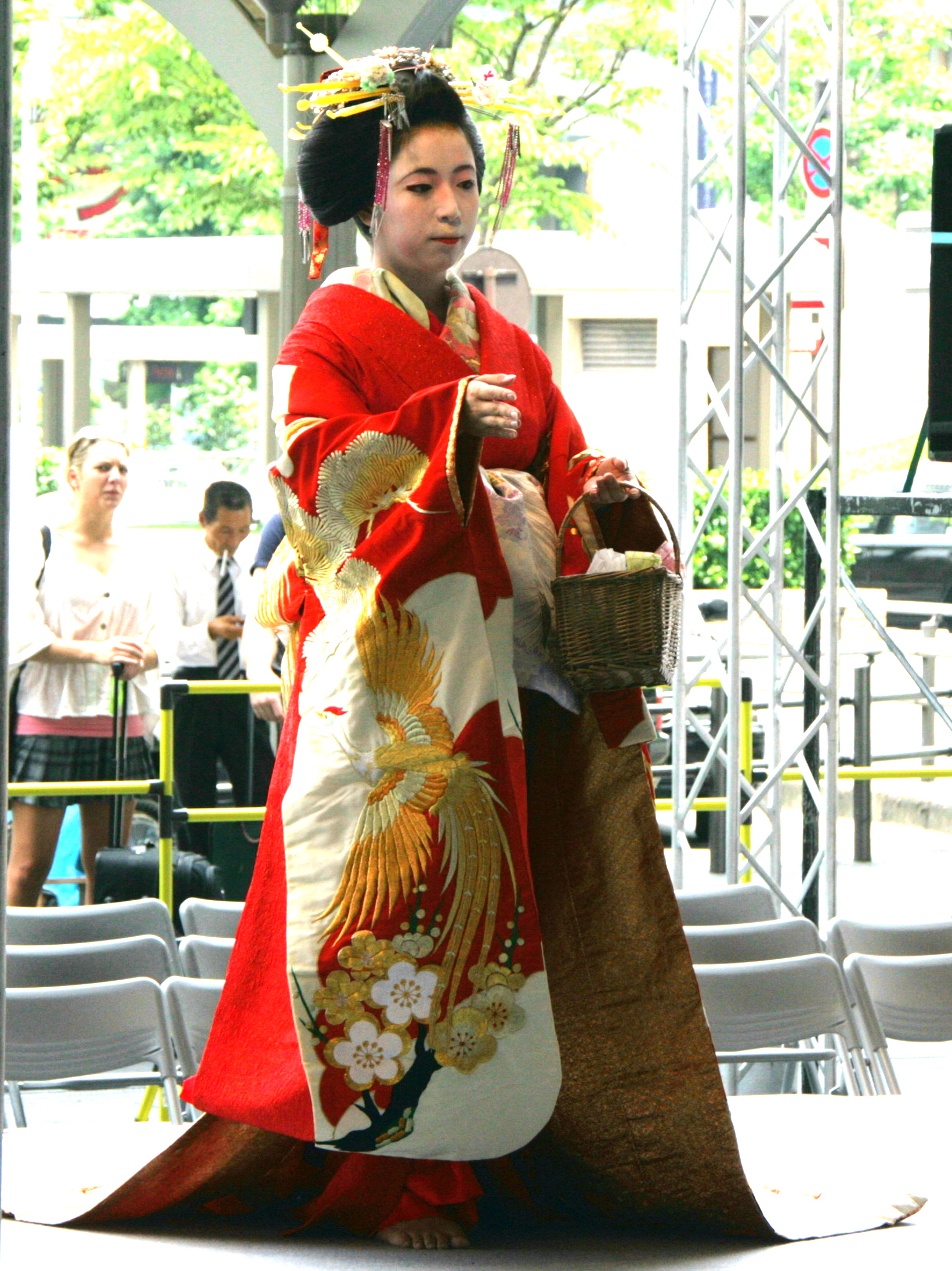
A present-day tayū trainee from Shimabara, Kyoto

A kurtizánoknak és bordélytulajdonosoknak először nem volt állandó körzetük. Petíciót nyújtottak be a sógunnak, hogy engedélyezze egy Kejszej-macsi(kurtizánok körzete) létrehozását, de az abszolút hatalom egytagú tartózkodása értelmében elutasította azt.
1612-ben egy ház- és bordélytulajdonos Dzsingemori Sogu újra kérvényezte a speciális körzet kialakítását, mivel köztudott volt, hogy néhány rosszakaratú ember rendszeresen befogadta a szegény sorban lévő polgárok gyermekeit az örökbefogadás ürügyén, és amikor a lányok felnőttek, ágyasokként kellett szolgálniuk, vagy prostituáltak lettek, ezáltal az örökbe fogadók nagy haszonra tettek szert. Ha a bordélyházakat egyazon helyre telepítették volna, a gyermekrablások és az örökbe fogadott gyermekek használata miatt szigorú vizsgálat alá estek volna.
Dzsingemori Sogu rámutatott, hogy egy speciális körzet kialakítása a bordélyházaknak különleges értékkel bír. Az ötlet megfontolásra került, és kis idő elteltével, 1617-ben Sogut értesítették, hogy létrehozhat egy prostituáltnegyedet, a Fukija-macsit. A prostituáltak ki voltak tiltva a város többi részéből, és Sogu lett a kurtizánnegyed igazgatója (Kejszej-macsi Nanusi-ja). Lefektettek néhány alapszabályt, és ezeket többségében betartották. Az építészeti munkálatok elő voltak írva, meg voltak szabva. Egy bordély kinézetre nem lehetett túl impozáns ,és a negyed lakói ugyanazokat a feladatokat voltak kötelesek ellátni a városrészben, mint bármely más átlagos lakó Edo többi részén. Megfelelő ellenőrzés alá kellett hogy essen bármely bordélyba látogató ember, akár úriember, akár csak egy átlagos városlakó volt az illető. Mindenesetre bármilyen gyanús egyén megjelenése jelentésre került a hatóságoknál.

## Rangok, fizetések és szabályok
A kurtizánok beosztása alacsonyabb és magasabb osztályokba már akkor létezett, amikor Josivara még a régi helyén volt. Akkoriban tajura és Hasi-Dzsorora (legalacsonyabb rangú prostituáltak) voltak szétosztva. Később még három osztályt adtak ezekhez.
A taju volt a legmagasabb osztály a kurtizánok között, túlszárnyalva szerencsétlenebb húgait és nővéreit mind tiszteletben, szépségben és dicséretekben. 1642-ben 18 taju, 1656-tól 1660-ig 19, 1718-ban 14, viszont 1736 és 1744 között a tajuk száma 5-re csökkent. 1751-ben már csak egy tajut találunk egész Joshivarában, és a Hóreki-kor (1751-1763) végére az osztály teljesen eltűnt. A fizetése, vagyis age-dai-kinja a tajunak először 37 momme (kb. 6,14 jen) volt, de ez a Teikjo (1684-1687) korra megduplázódott. A Kvampo korban 97 ezüst momme (kb. 16 jen) volt.
Öt szabály volt, amiket be kellett tartaniuk a negyed zavartalan működése érdekében:
1. Semmilyen létesítmény működése nem engedélyezett az engedélyezett kerületen kívül. Tekintet nélkül arra, hogy a parancs kitől származik, kurtizánokat nem lehet kiküldeni prostitúcióra a körzet falain kívülre.  
2. Semelyik bordély ügyfele nem maradhat tovább, mint egy nap és egy éjszaka. 
3. Kurtizánok nem viselhetnek semmilyen luxusöltözéket, mint hímzett, díszített, aranyozott, vagy ezüstözött ruhát. Bárhol is legyenek, mindig egyszerű kék pamutruhát kell hogy viseljenek. 
4. Az épületek nem lehetnek fényűzőek, és meg kell hogy feleljenek az Edo-kori építészet szabályainak.  
5. Bárki, akinek a származása ismeretlen, vagy furcsán viselkedik, meg kell hogy adja a lakcímét, osztálybeli hovatartozásától függetlenül, akár szamuráj, akár kereskedő. Ha még mindig gyanús, jelenteni kell a körzeti rendőrségen. 
A negyed falakkal volt körülvéve. A bejárat a főkapun volt a keleti oldalon, egy hídon keresztül lehetett megközelíteni. A hídnál egy őrszem állt, hogy megelőzze a nők szökési kísérleteit, akik több mint 150 bordélynak és több mint ezer teaháznak voltak a rabjai, mind gondosan képzett gésák százai és kurtizánok ezrei. A 978 kurtizánból, akit listára vettek, mindössze 75 volt taju. Míg Edo szabályai a prostitúciót nőknek 18 éves kortól engedélyezték, a listán volt 10 fő 16 éves, 15 fő 15 éves és 7 fő 14 éves is.
Ha egy kurtizán vagy prostituált egy munkanapot is kihagyott bármilyen oknál fogva, legyen az betegség vagy egy családtag halála, az aznapi kvótát saját költségekből kellett fedeznie, és ha ez a Monbi napjaira esett (ünnepnapok Josivarában 1-6 alkalommal egy hónapban, amikor a kurtizánok ára megduplázódott), a büntetés megduplázódott. A kurtizánoknak ezért mindig ügyfeleket kellett biztosítaniuk maguknak, hogy adósságuk a bordély felé ne növekedjen. Ha valakinek éppen nem volt vendége, azt „teaőrlésnek” nevezték, amit a lusta prostituáltak csináltak még a kezdetekkor. Ha valaki túl gyakran „őrölt teát”, az befolyásolhatta a rangját, ezért a tajuk gyakran ismerőseiket hívták magukhoz, ha nem volt vendég. Ha ezek a férfiak nem tudtak, vagy nem akartak fizetni, a nőknek kellett kifizetni az összeget, amit a tulajdonos szabott ki. A fizetéssel legalább elkerülték a lefokozást. 
Amíg a lányok fiatalok voltak, jól etették őket, de amint kurtizánok lettek, rendszeresen éheztek, mert nem ehettek az ügyfeleik előtt. Arra lettek képezve, hogy bűntudatot érezzenek, ha nemtörődömségük miatt megfosztanak másokat a megélhetéstől, valamint erkölcstelennek érezték magukat, ha olyan afférjuk volt, amit a munkaadó nem engedélyezett. A kimonó volt a kurtizánok legfontosabb tulajdona. A népszerű kurtizánokat megbecsülték az alkalmazottak, de unták azt a nagy felelősséget, ami a kíséret etetésével és öltöztetésével járt. A kurtizánok és prostituáltak többségének nagyon kevés esélye volt arra, hogy megszabaduljon ettől az élettől és feltételektől Josivarában.
Kihasználásuk ellenére úgy tűnt, hogy az örömnegyed asszonyai nagyobb védelmet élveztek szexuálisan, érzelmileg és fizikailag, mint ügyfeleik törvényes felesége. Továbbá lehetőségük volt megbüntetni a visszajáró törzsvendégeket hűtlenségért anélkül, hogy őket bárki megszidta volna saját hűtlenségükért. 

## A tajuvá válás kritériumai
A tajuvá való előléptetés egy egyesület által volt meghatározva, akik tapasztalt lakosok, agejatulajdonosok, teaház-tulajdonosok és veterán kurtizánfelügyelők voltak. Szépség, intelligencia, kulturális kifinomultság, magatartás és jövedelemképesség mind megvizsgálásra került, és csak azok, akik a legkitűnőbbek voltak minden téren, válhattak tajukká.
Elfogadhatatlan vonások, a Hidenso szerint, a következőket tartalmazták: megereszkedett ülep; szemek, amelyek megbízhatatlanságról árulkodnak; lopott pillantások, olyanok, mint amilyenek csak egy majomnak vannak; kókadt szemek; felfelé mutató orr, magas orrhát vagy lapos orr; piros orcák; nagy száj; nyúlfog; állnélküliség vagy hegyes áll; „tyúkmell”; göndör haj; karikaláb. Előre meghatározott és szigorú előírások voltak egy taju viselkedését illetően is. Például nem érhettek pénzhez, soha nem káromkodhattak vagy beszélhettek közönséges stílusban, és nem ehettek az ügyfeleik előtt, mivel egy taju ügyfelei közé magas rangú szamuráj vagy akár földesúr (daimjó) is tartozhatott, így elengedhetetlen volt az intelligens és művelt viselkedésmodor.
A 17. században Josivara tündöklése a tajuk jelenlétének volt köszönhető.

## A tajuk leáldozása, az oiranok megjelenése
Miután az utolsó taju is nyugdíjba vonult 1761-ben, nem volt több, legalábbis Josivara területén. 1750-re a kurtizánokat elkezdték oirannak hívni, ami általános kifejezéssé vált a magasabb rangú kurtizánok körében. Ez egy szokatlan szó volt, ami fokozatosan alakult ki még 1750 előtt, és mint státusz nem létezett a 18. század első felében sem. Egy haiku, amit Kasikunak tulajdonítanak, gyakran idézve lett mint bizonyíték a szó eredetére és első használatára: Oiran no (A mieink) / Icsi Joku szaku (Nyílnak a legszebben, mindközül) / Szakura kana (A cseresznyevirágok). A haiku metaforikusan ezt jelenti: „Az én kurtizán nővéreim és húgaim a legjobbak, csak úgy, mint a mi cseresznyefánk virágzása a leggyönyörűbb". Az eredeti forma, oira no, oiranná vált, mint a haikuban, és azt a jelentést vette fel, hogy „az én kurtizán nővérem/húgom”, és végül hasonló jelentéssel bírt, mint a „hölgyem”.

## Az oiran debütálása

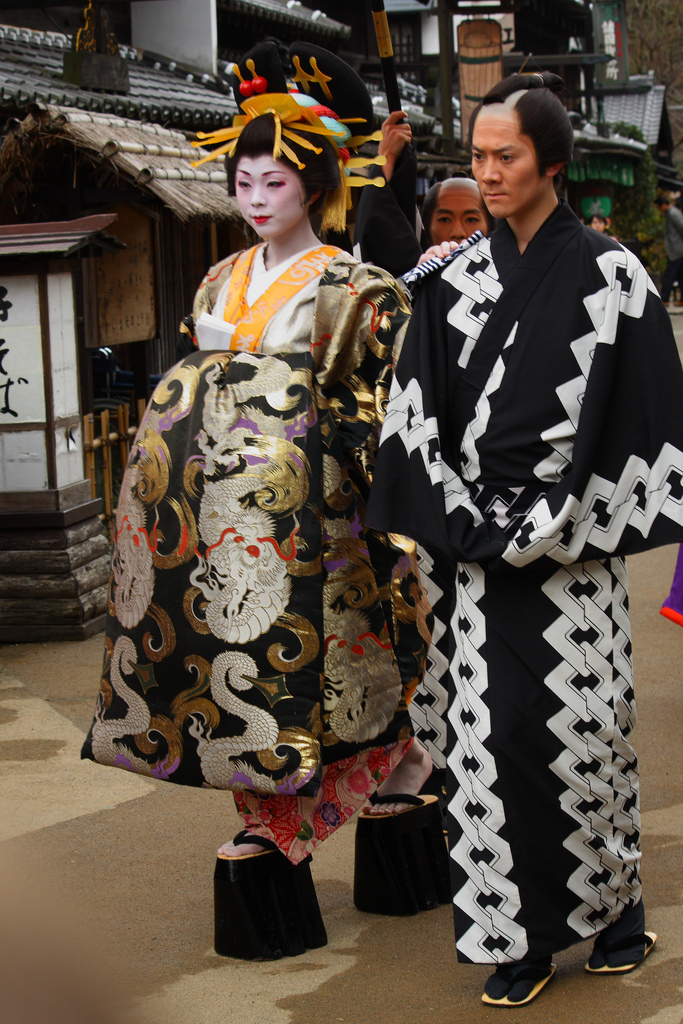
An oiran in parade wearing distinctive high platform shoes

Josivarának volt egy okos megoldása arra, hogy a promócióval járó költségeket a magas rangú kurtizánokra hárítsa, azt éreztetve velük, hogy támogatni egy ilyen eseményt nem csak a bordélyban elfoglalt magas rangú helyzetükhöz járul hozzá, hanem kötelességük is. Az oiranokkal azt éreztették, hogy nem méltóak az elfoglalt pozíciójukhoz, ha karrierjük során nem tudtak legalább egy különleges eseményt támogatni anyagilag. A meghatározás alapján minden nagyra becsült oiran először kamuroként kezdte (gyerek vagy kurtizántanonc). További képzések után, a ház úrnőjének keze alatt mint hikikomi-kamuro (12-13 éves kamurók) tanultak tovább. Ezeket az oiranjelölteket ezután a nővéreik, (már debütált) oiranok vették a szárnyuk alá, hogy anyagilag finanszírozzák a debütálásukat. Ha a jelölt nem tudott jó támogatót szerezni, akkor egy másik kurtizán nővérhez került, vagy a bordély nem szívesen, de kifizette a debütálás árát. A bordély tulajdonosa általában kikerülte ennek a megfizetését arra hivatkozva, hogy vonzóbb és helyén valóbb, ha egy kurtizán nővér teszi ezt. A kurtizán nővéreknek ezért támogatót kellett keresniük az ügyfeleik között, ami nem volt könnyű feladat. A bemutatót egy nagy házban rendezték, az eseménynek hatalmasnak kellett lennie, és a támogatás ára, amit egy ekkora esemény megkövetelt, minden átlagos kereskedő bevételét meghaladta. Ha a kurtizán nem tudott egy ilyen embert találni, a bordélytulajdonos környékezett meg tetemes anyagi javakkal rendelkező embereket, mint például rizsbrókert, bakufu egy képviselőjét vagy egy gazdag kereskedőt. A legtöbb Edo-kori ember megtisztelve érezte magát, ha felkérték egy Oiran debütálásának támogatására, és szégyellni valónak találták, ha valaki nem tudta elfogadni. Elutasítás helyett inkább közösségi erőfeszítést generáltak. Különböző dokumentumokból rekonstruálni lehet az oiran debütálásának folyamatát. Az 1800-as évek elejére a debütálás bejelentése olyan volt, mintha esküvőt jelentettek volna be. Barátok és a teaházak gratuláltak és ajándékot küldtek, a bordélyház pedig hálaajándékot küldött viszonzásul. Az előkészületeknek ajánlott volt már három évvel a debütálás előtt megkezdődniük. Minden részletet aprólékosan meg kellett tervezni, és gondoskodni kellett róluk a támogató oirannak. Az oirannak nemcsak maga számára, hanem az összes szolgáló számára több fajta kimonót kellett hogy biztosítson, elkerülve ezzel, hogy bárki alsóbbrendűnek tűnjön, vagy kilógjon az összkép harmóniájából. Ezután egy kelengye készült az „ágyazáshoz”, komódok, konyhaszekrények, teaceremóniás kellékek, hangszerek, játékkészletek, könyvespolcok, sminkkészletek, tükör stb. 

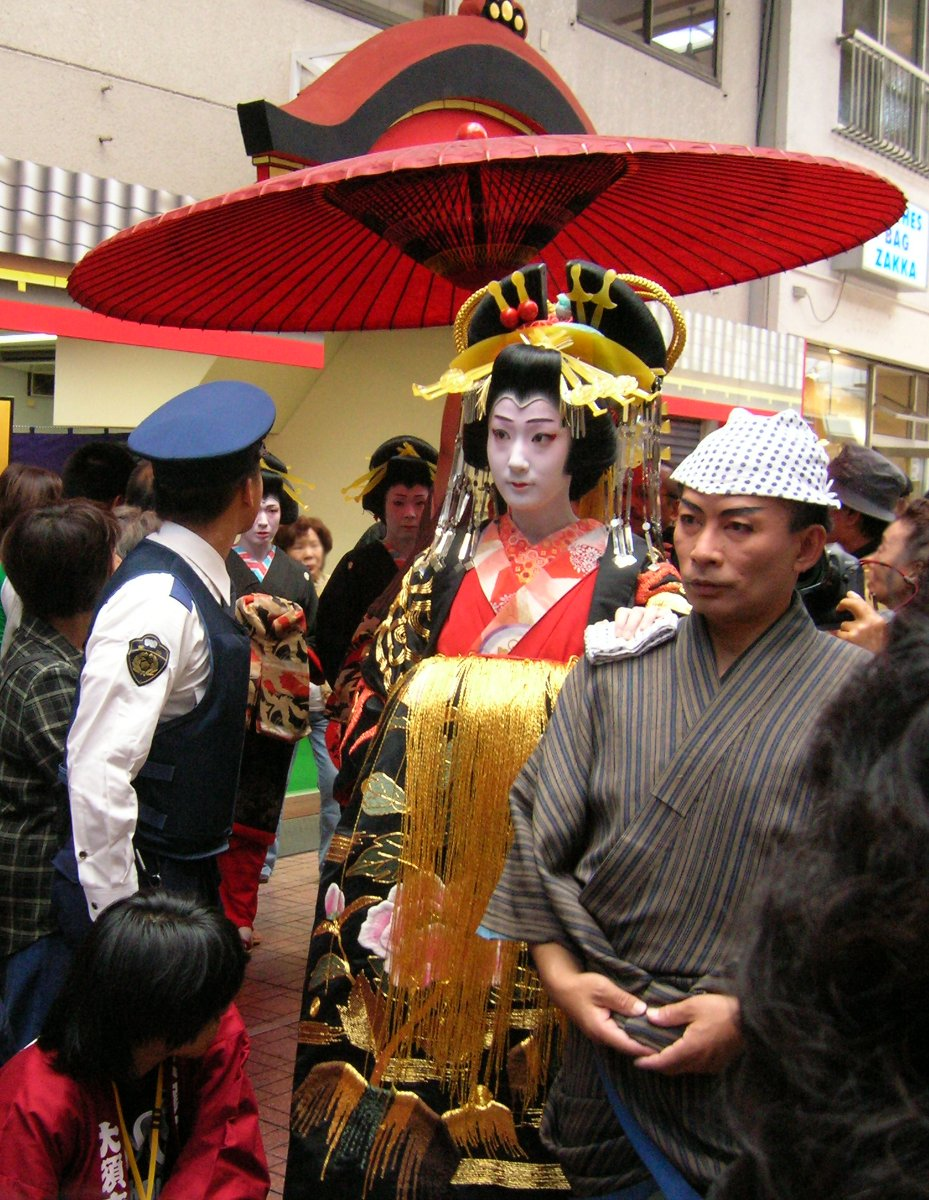
Parade of Oiran in Ōsu, Nagoya

Az oiranjelöltnek fel kellett magát készítenie a bemutatóra, ami magában foglalta a „nyolc figura” sétát, ami a ceremónia része volt. Ez a stilizált stílusú séta nem volt egyszerű: a 19. század elejére az oiranok facipői nevetségesen magasak lettek, 45-50 cm. Ez azért volt, mert a japán nők olyan alacsonyak lettek, hogy a magasságukat facipőkkel, hajviselettel és hosszú hajtűkkel próbálták növelni. A debütálást megelőző estén a szponzoráló kurtizán legkisebb kamuroja elvitte a támogató borravalóját a teaházba. A következő reggel hajdinatésztát osztottak szét a barátságos teaházak, csónakházak és mindenki között, aki a vendéglátó házában tartózkodott. A teaházakból ajándékként sok doboznyi torta és étel érkezett, amit padokon magasan felhalmoztak, és a bordély elé állítottak. Mint egy gondosan kidolgozott lánybúcsúztató, a szponzor kurtizán apartmanja tele volt kimonóanyag-tekercsekkel, szép ágyneműkkel, bútorokkal, felszerelésekkel és hangszerekkel. Egy nagy asztalon hatalmas mennyiségű ajándék volt felhalmozva a bordély- és a teaház dolgozóinak, mint például haori kabátok, törölközők és legyezők. Ez egy hét napig tartó ünnepség volt, ahol a szponzor kurtizán, a debütáló oiran és az őket körülvevő szolgák mind egységes kimonót viseltek, amiben végig parádéztak mindennap a bordélytól a teaházig, ami a Nakanocsó sugárúton állt. Két vagy három kimonószett volt biztosítva számukra, attól függően, hogy a támogatónak milyen anyagi forrásai voltak. A 19. században az új és szponzor oiran általában hímzett, nehéz brokát- vagy bársonykabátot viselt. A kabáton megtalálható volt egy fehér daru piros bóbitával, fekete tollakkal. A hímzett tollak vége a vállakon túl nyúlt, hátulról az aljáig egy nagy ezüst és arany teknősbékabojtos aranyfarokkal, ezüst és színezett kordbársonnyal, majdnem 6 láb hosszan terült el. A 19. században, amikor az ünneplők megérkeztek első nap a teaházba, ahol a támogató várt, az új kurtizán kabátjának rojtjait levágták, és kidobták az utcára. 
A nézők, akik egészen idáig csak erre a pillanatra vártak, odasiettek, hogy felvegyék a színes selyemzsinórokat. Az ünneplők ezután átkísérték a támogatót a teaházból a bordélyba. A bordélyban mindenkinek borravalót adott, és a szponzor kurtizán a saját címerével ellátott haori kabátokat adott az összes gésának. Az egész személyzet a bordélyokból és a teaházakból elment gratulálni a támogatónak és a két kurtizánnak. A bemutatás mindig az egyik legnagyobb fesztivállal együtt zajlott, ezáltal az ünnepség még nagyobb és sikeresebb lett. Az első három napban a testvér kurtizán, a debütáló oiran és a kíséret az „Öt utcáknál” parádézott. Az ezt követő négy napban csakis a Nakanocsó sugárúton parádéztak. A szponzor oiran ez idő alatt is felelős volt az ügyfelei fogadásáért. Ha ritka esetben egy oiran képes volt egynél több debütálást szponzorálni, a neve legendássá vált, hosszú éveken át emlékeztek és beszéltek róla. A debütálás utáni héten az új kurtizánt idősebb kollégái egymás után meghívták a partijaikra a Nakanocsó teaházba, hogy különböző támogatóknak mutassák be őket. A támogatók magukkal hozhatták a barátaikat, hogy lássák a debütált kurtizánt, és a teaház is ajánlhatta őt az oda járó ügyfeleinek. 

## Ágyazás
A cumijagu vagy más néven ágyazás egy másik olyan esemény volt, ami erősítette az oiran presztízsét, majdnem olyan fontos volt, mint szponzorálni egy új oirant. A kurtizánoknak az ágyazás egy szükséges és professzionális eljárás volt. Luxus minőségű ágyneműt kapni pompás anyagból mint a támogató ajándéka, okot adott egy különleges kiállításra. A futon és ágytakarók, amit a magas rangú kurtizánok használtak, mind selyem vagy selyembrokát volt vastagon tömve pamuttal. A taju és az oiran három rétegnyi futont használt az ágyaikhoz. Télen a hideg ellen legalább egy további nagy futont, vagy többet használtak a három réteg mellett. Nyáron ezeket felváltotta egy szúnyogháló és egy vékony ágytakaró.
Mire a taju eltűnt és az oiran megjelent, a 18. század közepén a rétegek olyan vastagok lettek, hogy az ágyazás 65 cm magas volt, és legalább 5 ágytakarót használtak. A cumijagu a támogató által megvásárolt új futonszettet ünnepelte. Amikor az új ágyneműt megkapták, a kurtizán kiállította azt a szobájában. Ha ez egy rendkívül pompás szett volt és egy gazdag támogató vette, akkor kiállítva maradt a támogató teaházában három hónapon keresztül, utána a bordélyba vitték használatra. Az átvitel általában egy ünnepnappal egybekötve történt meg, és az ágyneműt aznapra még kiállították. Ezeket a luxus kiállításokat időről időre bakufuk ellenőrizték.

## Érdekesség
Josivara a kabukit is népszerűvé tette. Maguk a színészek is sok időt töltöttek Josivarában, és a gésák és kurtizánok nagyszerű támogatói voltak a színháznak és csodálói a színészeknek.